# Protesty w Korei Północnej (2009–2010)
Protesty w Korei Północnej – antyrządowe protesty o charakterze społeczno-politycznym w Korei Północnej przeciwko pogorszeniu warunków życiowych po denominacji wona. Protesty te były pierwszym jawnym buntem w Korei Północnej.

## Protesty
Od 30 listopada do 6 grudnia 2009 roku Korea Północna przeprowadziła denominację wona, w dążeniu do opanowania inflacji i rozwoju czarnego rynku (w rzeczywistości reforma miała na celu ograniczenie handlu ulicznego oraz zwiększenie kontroli służb publicznych nad ludnością). Korea Północna wprowadziła nowe banknoty, obcinając dwa zera w stosunku do starej waluty. Obywatele Korei Północnej mogli wymienić pieniądze do kwoty 100 tysięcy starych wonów na gospodarstwo domowe oraz dodatkowo po 50 tysięcy na jednego członka rodziny. Pozostałe środki miały być deponowane w bankach. Mieszkańcy mogli wymieniać pieniądze przez kilka dni. Osobą odpowiedzialną za reformę był północnokoreański polityk, szef resortu finansów i planowania, Pak Nam Gi.
Uchodźcy z Korei Północnej poinformowali, że ludzie wyrzucali pieniądze do rzek, ponieważ nie mogli ich deponować w państwowych bankach. Niektórzy wymieniali na czarnym rynku wony na juany i dolary (dopóki rząd nie zakazał korzystania z tych walut).
W protestach Koreańczycy palili banknoty. Pojawiły się także hasła wymierzone w ówczesnego przywódcę Korei Północnej, Kim Dzong Ila. Ważniejsze manifestacje odbyły się w dwóch punktach Hamhŭnga. Na miejscowym uniwersytecie studenci rozdawali ulotki potępiające politykę rządu. Oprócz tego na uczelni pojawiły się graffiti Dziedziczna sukcesja to zdrada socjalizmu! oraz Precz z Kim Dzong Ilem!. Po protestach 12 ich organizatorów stracono, choć nie wiadomo dokładnie, ilu osób bezpośrednio dotknęły represje. Po stłumieniu rozruchów Pak Nam Gi został rozstrzelany. Uniwersytet w Hamhŭngu został na jakiś czas zamknięty. Oficjalnie podano, że studenci przerwali naukę, by pomóc w pracach rolnych.